# Pedrafitas de Andavao
Les Pedrafitas de Andavao sont trois mégalithes situés dans la commune de Boimorto, dans la province de La Corogne, en Galice.

## Description
Ces petites pierres ont été découvertes il y a plus de 25 ans, enfouies dans des parcelles qui ont été unifiées et développés grâce au remembrement des terres.
- Pedrafita de Andavao I et II :

Pedrafita de Andavao I  dépasse de 1,75 m du sol. Pedrafita de Andavao II dépasse de 2,25 m du sol.  Il ont été remis debout par le propriétaire du champ. Les deux menhirs sont interprétés comme phalliques, ils pourraient également remplir une fonction agro-bénéfique où une série de rituels visant à promouvoir les boas colleitas seraient effectués.
- Pedrafita de Andavao III :

Situé au milieu d'une prairie, à côté d'un étang artificiel pour l'irrigation. Il mesure 2,26 m de long et, bien qu'il ait également une forme conique, il présente une forme moins élaborée que les précédents, il présente donc quelques légères taches.

## Galerie

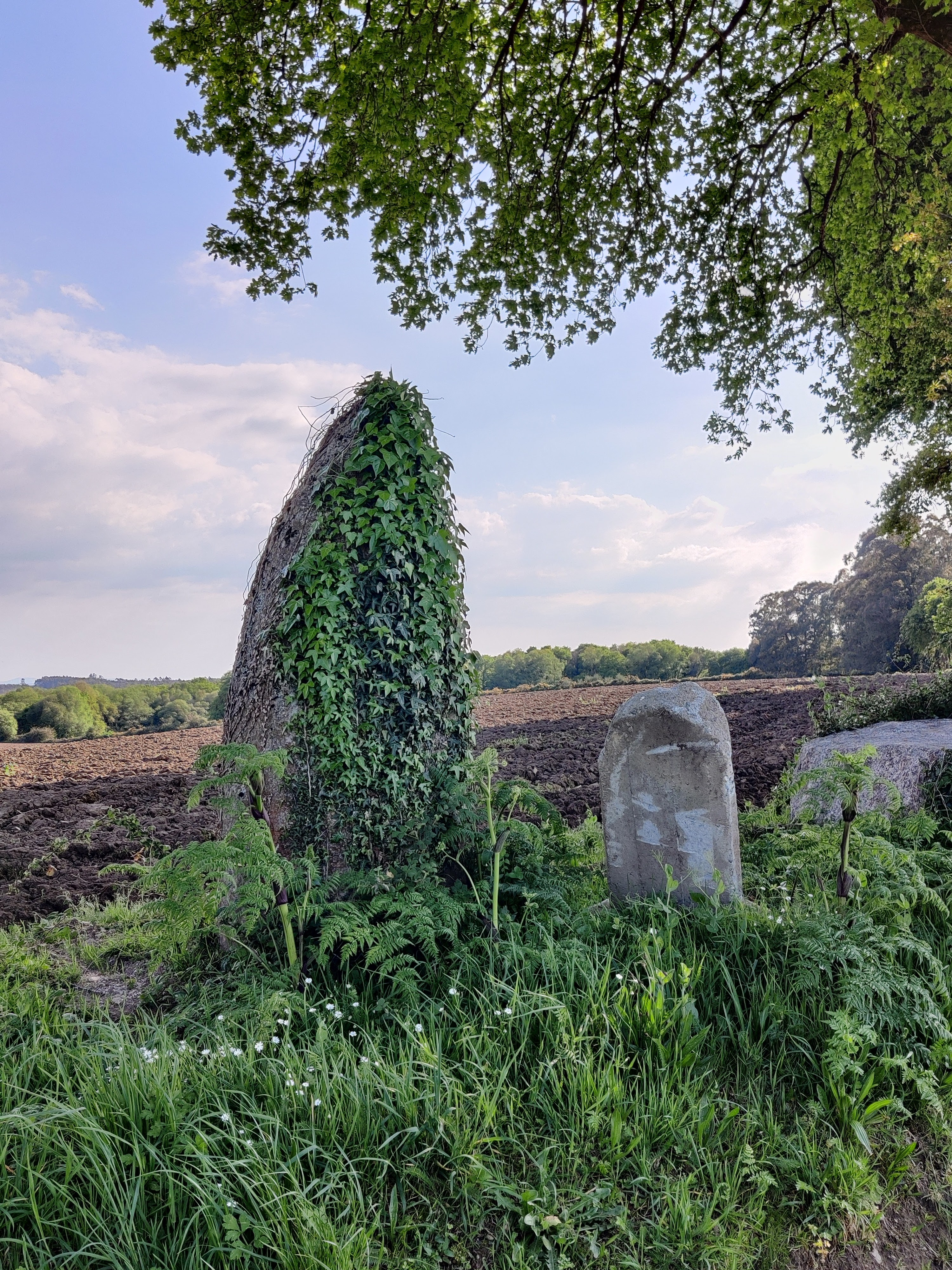
Pedrafita de Andavao II
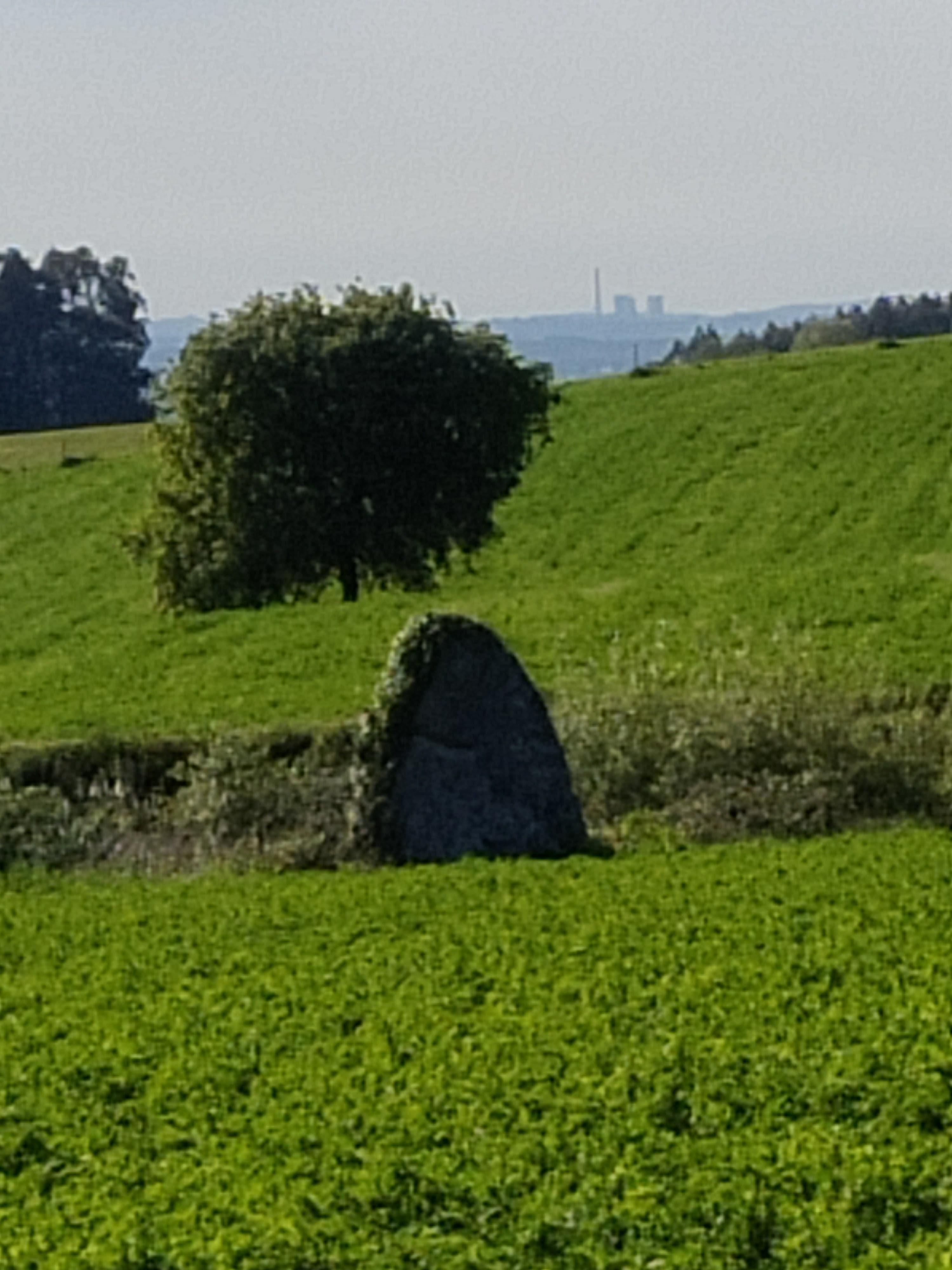
Pedrafita de Andavao III